# Chet Gardner
Chet Gardner (ur. 16 marca 1898 roku w Ridgeway, zm. 3 września 1938 roku w Flemington) – amerykański kierowca wyścigowy.

## Kariera
W swojej karierze Gardner startował głównie w Stanach Zjednoczonych w mistrzostwach AAA Championship Car oraz towarzyszącym mistrzostwom słynnym wyścigu Indianapolis 500, będącym w latach 1923-1930 jednym z wyścigów Grandes Épreuves. W pierwszym sezonie startów, w 1928 roku raz stanął na   podium. Z dorobkiem sześćdziesięciu punktów został sklasyfikowany na siedemnastej pozycji w klasyfikacji generalnej. Rok później był szesnasty. W 1933 roku w wyścigu Indianapolis 500 dojechał do mety na czwartej pozycji. W mistrzostwach AAA uzbierał łącznie 430 punktów. Dało mu to czwarte miejsce w końcowej klasyfikacji kierowców. W sezonie 1935 ukończył Indy 500 na siódmym miejscu, a w AAA Championship Car był szósty. Do czołówki powrócił w 1938 roku, kiedy uzbierane 450 punktów dało mu piątą pozycję w klasyfikacji mistrzostw. W wyścigu Indianapolis 500 uplasował się na piątym miejscu. Zginął podczas treningu na torze Flemington Speedway.